# ماهالا، مونته‌نگرو
شهر ماهالا (به روسی: Махала) در کشور مونته‌نگرو واقع شده‌است. جمعیت این شهر ۱٬۲۳۵ نفر است.